# 체로키족
체로키(영어: Cherokee [ˈtʃɛrəkiː][*])는 북미 동남부 소림지 원주민 가운데 하나로서, 그들 스스로는 아니여위야기(체로키어: ᎠᏂᏴᏫᏯᎢ Aniyvwiyaʔi) 또는 찰라기(체로키어: ᏣᎳᎩ Tsalagi)라고 한다.
체로키어는 이로쿼이어족에 속한다. 19세기에 미국의 민족학자 제임스 무니가 채록한 구전에 따르면 체로키는 다른 이로쿼이 계열 원주민들의 터전인 오대호 일대에서 남하해 왔다고 한다. 다만 2007년 토머스 R. 화이트가 제기한 설에 따르면 원(原)이로쿼이어족은 오히려 애팔래치아 일대에서 발생하여 기원전 2천년 경부터 북이로쿼이어와 남이로쿼이어가 분리되었다고 주장했다.
18세기 이전에는 오늘날의 노스캐롤라이나주 서남부, 테네시주 동남부, 버지니아주 서남부, 조지아주 북부, 앨라배마주 동북부 등 애팔래치아산맥 남부 계곡지대에 살았으며 그 분포 면적은 4만 평방마일(10만 평방킬로미터)에 이르렀다. 19세기 백인 정착민들은 체로키를 “다섯 개화부족” 중 하나로 꼽았다. 다섯 개화부족은 미국 동남부에서 농경을 영위하며 영구적인 마을을 만들어 정착생활을 하던 부족을 말한다. 이들은 백인들의 문화적 기술적 실천을 일정하게 수용하였다. 체로키는 독자적인 체로키 문자도 만들었다.
오늘날 미국 연방정부에서 인정하는 체로키 부족은 세 가지가 있다. 1817년 전후로 인디언 준주(오늘날의 오클라호마주)로 자발적으로 이주한 체로키들의 후예인 유나이티드 키투와 밴드(UKB), 고향에서 버티다가 오클라호마로 강제이주 당한(눈물의 길) 체로키들의 후예인 체로키 네이션(CN), 그리고 노스캐롤라이나에 끝까지 남은 이스턴 밴드 오브 체로키 인디언스(EBCI)다. 이 세 부족은 각자 별개의 자치정부를 가지고 있다.
이 가운데 체로키 네이션은 부족원 수가 30만 명에 육박하여, 체로키 중에서 뿐만 아니라 미국 연방정부가 인정한 574개 원주민 부족 중 가장 규모가 크다. 그 밖에도 체로키의 후예라고 주장하는 집단들이 있으며, 그 중 일부는 주정부 단위에서 인정을 받는다. 미국 인구조사에서 자신이 체로키 후예라고 스스로 밝힌 사람의 수는 81만 9000명으로 추산되지만, 인증된 3개 부족의 구성원은 다 합쳐서 32만 명 정도이기 때문에 이 가운데 대다수는 공인된 부족민이 아니다.
체로키는 고향이 동부라서 일찍이부터 백인과 교류와 혼혈이 이루어졌다. 2012년 기준 EBCI 부족민 16000여명 가운데 백인 조상이 한 명도 없는 순혈 체로키는 395명밖에 없었다. 체로키 네이션에서는 부족민으로 인정받을 수 있는 증거로 DNA 검사를 인정하지 않고 조상 가운데 체로키 부족민이 있다고 문서화된 족보만 인정하고 있다. EBCI와 UKB에서는 체로키 부족민 조상이 각각 4대조와 2대조 이내의 가까운 조상이어야 한다는 조건이 추가된다.

## 역사

### 초기 역사
16세기에 유럽 사람들이 정착하기 시작했을 무렵에는 북미 대륙의 동부에서 남동쪽 걸쳐 미시시피강 유역에 살고 있었다. 18세기 체로키 족은 영국과 미국 사이에 자신들의 땅을 지키기 위해 전투의 연속이었다 (치카모가 전쟁). 1794년 미국 사이에 휴전 조약을 맺은 후, 문명화의 길을 걸었다. 그들은 치카소 족, 무스코지 부족 연합, 촉토 족, 세미놀 족과 5대 부족 연합을 결성하고, 백인의 문명을 받아들여 서양교육제도, 관공서, 공장같은 백인 사회 구조 등을 도입하는 등 "문명화된 다섯 부족"이라고 불렸다. 체로키 원주민 공동체의 서구화는 미국 원주민들은 미개해서 서양문명을 받아들일 수 없을 것이라는 서양사람들의 편견을 깨뜨렸다.

### 눈물의 길 이전
1821년에는 세쿼야에 의해 체로키 문자가 발명되었다. 85음절로 구성된 사용하기 쉽고 기억하기 쉬운 문자로 빨리 배울 수 있기 때문에 급속하게 보급되었다. 그들은 백인의 생활 양식을 좋아했기 때문에 주변 백인과 혼혈도 진행하게 되었다.
1830년대에 조지아주에서 일어난 골드 러시로 인해 백인이 그들의 토지에 난입해 왔다. 앤드류 잭슨 대통령은 그들을 서쪽 원주민 영토에 강제 이주시키기로 결정하고, 무력으로 이것을 요구했다. 체로키 족들은 이에 대항하여 저항 전쟁을 벌였고, "세미놀 전쟁" 등의 인디언 저항 활동을 전개하였다.

### 눈물의 길 이후
1838년 미국 육군의 군사력에 굴복을 강요 당했던 체로키 족을 비롯한 6만명의 "5대 부족"은 미시시피강 서쪽의 원주민 영토(현 오클라호마주)로 이주를 강요당했다. 이 강제 원주민 이주는 도보로 진행되어 “눈물의 길”(Trail of Tears)이라고 불렸다. 당시의 기록은 "무덤에 들어가기 직전의 노파도 무거운 짐을 짊어진 채 걷고 있었다"고 기술되어 있으며, 이 가혹한 강제 이주는 체로키 족뿐만 8천명 가까운 희생자를 내게 되었다. 사회학자 오준호에 따르면 체로키 원주민 공동체는 면화를 심기위한 미국 정부의 강제이주정책으로 한겨울에 그들의 고향에서 쫓겨나 1천9백 킬로미터나 떨어진 인디언 보호구역에 강제이주되었다. 헐벗고 굶주린 체로키 원주민들은 무려 4천명이나 저체온증이나, 영양실조로 죽임을 당했다. 보호구역에 갇힌 체로키원주민들은 약간의 보조금을 받으며 기념품 장사를 하여 겨우 살았다. 당연히 미국 원주민들은 앞날에 대해 희망을 가지거나, 세상을 바꾸려는 긍정적이고 진취적인 생각을 할 수 없었다. 많은 미국 원주민이 알코올 중독에 빠져 무기력하게 살았다.
노스캐롤라이나주를 비롯해 동부에서, 남동쪽 체로키 족의 일부는 백인의 도움으로 산 깊은 곳에서 숨어 강제 이주를 피해 현재 “동부 체로키 족”(인구 약 1만명)이라고 불리는 이들의 시조가 되었다. 체로키 족이 사라진 조지아 등 남부의 광대한 토지는 나중에 면화 산지로 변신하게 된다. 이렇게, 체로키 족은 크게 서부와 동부로 분단되게 되었다. 1971년에 히트했던 곡 《인디언 보호구역》(Indian Reservation) 은 그러한 나라와 언어를 강탈 당했던 체로키 등 원주민들의 비극적인 삶을 잘 표현한 노래이다.

### 현대
2010년 5월 20일 미국 정부는 과거 아메리칸 원주민인 원주민에 대한 폭력행위와 잘못된 정책들에 대해 공식 사과했다. 캔자스주의 샘 브라운백 상원 의원은 지난 2004년부터 《원주민들에 대한 사과 결의안》을 적극 추진해 연방 상하원은 2009년 말 이를 통과시켰고, 버락 오바마 미국 대통령은 2009년 12월 이 결의안에 서명했다. 이 결의안은 과거 미국 정부가 저질렀던 원주민 부족들에 대해 폭력행위와 잘못된 정책들을 추진한데 대해 포괄적으로 사과하고, 원주민들에 대한 정책상의 잘못으로 원주민들이 현재 보호구역 내에서 빈곤과 폭력사태에 직면하고 있는데 대해서도 유감을 표시하고 있다. 또 원주민 부족들의 권익향상과 복지증진을 위한 미 정부의 약속을 재확인하는 내용을 담고 있다.

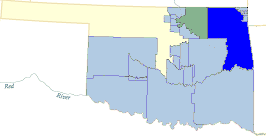
오늘 날의 체로키 네이션 사법 지역(짙은 청색)

그러나, 2011년에 체로키 부족회의에서 아프리카계 부족민들에 대한 체로키 시민권을 박탈할 것을 결의하여 물의를 빚었다. 체로키족 내의 아프리카계 부족민들은 남북전쟁 전까지 체로키족이 부리던 노예들의 후손인데, 남북전쟁이 끝나고 이들이 대거 해방되었지만, 이들에 대한 체로키족들의 차별이 극심하여 현대에 이르기까지 이것이 그대로 내려온 것이다.

### 기본소득으로 삶이 바뀌다
인디언 보호구역에 갇혀 경제적, 정신적 빈곤을 겪던 체로키족들은 1990년대부터 일정소득을 보편적으로 지급하는 기본소득을 준비했다. 1997년 11월 미국 노스캐롤라이나주 그레이트 스모키 마운틴에 대형카지노가 개장하였다. 객실에 1천개, 스위트룸이 1백개나 되는 호텔, 밥집, 상점, 수영장, 피트니스 센터가 개장하는 등 관광사업을 하였는데, 10년간 체로키족이 주 정부를 설득한 결과이다. 주지사와 원로들은 도덕적 해이를 걱정하여 관광사업에 반대했으나, 카지노 단지는 체로키 공동체에 큰 도움이 되었다. 2004년부터 2010년까지 카지노 단지의 수익이 3배 가까이 늘어나자 학교, 병원, 소방서 등의 공공기관을 세웠고, 8천여명의 체로키 원주민들에게 배당금을 나누는 기본소득을 실시했다. 그 결과 빈곤선 이하의 저소득층을 어린이들과 부모들의 정신건강,성적이 좋아지고, 범죄율이 낮아졌다.

## 사용 언어

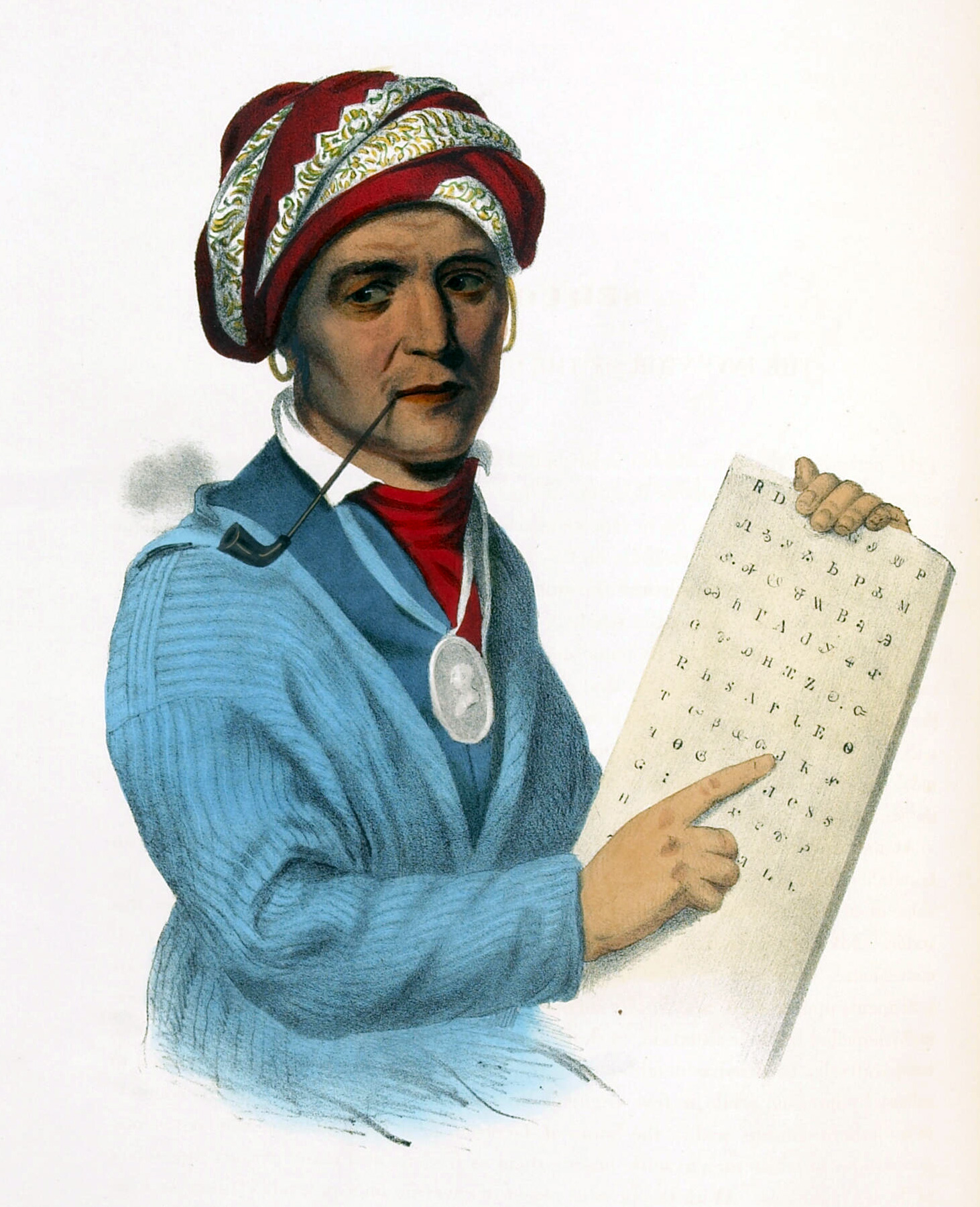
체로키 문자를 정립한 세쿼야

체로키어가 주로 사용되며, 영어 교육을 받은 체로키족은 영어도 사용한다. 체로키 문자는 세쿼야(Sequoyah)라는 혼혈인이 처음 만들었다고 한다. 체로키 문자는 하나의 문자가 하나의 음절을 표현하는 85개의 음절문자이며, 체로키 시민권의 필수 요소로 여겨진다.

## 같이 보기
- 골드 러시
- 눈물의 길
- 문명화된 다섯 부족
- 체로키 문자
- 체로키 어
- 한방울 규칙